# Kudoa ovivora
Kudoa ovivora is een microscopische parasiet uit de familie Kudoidae. Kudoa ovivora werd in 1999 beschreven door Swearer & Robertson. 